# Přístup k pitné vodě v rozvojovém světě
Miliony obyvatel zemí třetího světa trpí a umírají na choroby, které jsme schopni relativně jednoduše léčit. Jedná se i o choroby, jejichž primární nositelé bují ve znečištěné a nikterak neupravené vodě. Absolutní čísla ve věci různých onemocnění hovoří následovně: Průjmová onemocnění si ročně vyžádají na 2,2 milionu mrtvých, kolem 100 tisíc mrtvých jde na vrub střevních bakterií a na 200 tisíc mrtvých si připíše nemoc zvaná schistosomóza – parazitární onemocnění způsobené motolicemi helmintóza, které žijí ve vodě a prostřednictvím mezihostitele (nejčastěji plžů) jsou schopny se dostat kůží člověka do krevního oběhu některých orgánu, kde nakladou vajíčka způsobující samotné onemocnění. I přes relativně nízké náklady na zpřístupnění dodávek pitné vody a vytvoření vodní infrastruktury se rozvojovým zemím nedaří sehnat finanční prostředky na realizaci těchto projektů. Je to také proto, že se často ze strany vládnoucí garnitury nejedná o prioritní záležitost. Zlepšení přístupu k čisté, nezávadné pitné vodě je jeden z nejméně nákladných a nejefektivnějších způsobů, kterak zlepšit obecné zdraví a zachránit nespočet životů. Bohužel, především v rozvojových zemích je toto téma až nepříjemně aktuální. Špatný, někdy dokonce žádný přístup k nezávadné pitné vodě souží podle nejnovějších údajů 768 miliónů obyvatel planety. K nikoliv nezávadné, ovšem bezpečné vodě, nemají přístup 2 mld. lidí.  Počet lidí, jejichž množství dostupné vody nepokryje jejich potřebu, čítá pravděpodobně kolem 3,5 mld (viz tabulka Přístup k pitné vodě vybraných zemí,).  

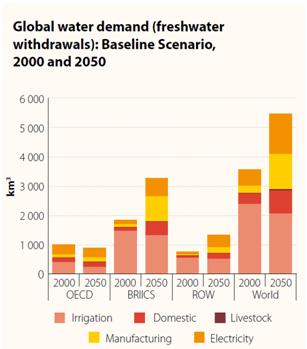
Světová poptávka po vodě

V tabulce  jsou uvedeny vybrané státy nejpostiženějších kontinentů. Voda primárně určená pro lidskou konzumaci musí postrádat chemické směsi a mikroorganismy, které by mohly potenciálně zvýšit riziko pro lidské zdraví. Zdroje pitné vody by měly být nejen zdraví nezávadné, ale samotná tekutina by měla být esteticky co nejvíce atraktivní. Zakalení, barvy a nevyžádané a vůbec detekované chuti by voda měla obsahovat co nejméně, ideálně žádné. Veškerá vodní infrastruktura, její údržba a provoz se musí vyvarovat eventuálních zdrojů znečištění a kontaminace.

## Poptávka po pitné vodě
Stejně jak poptávka po jídle i tlak na dodávky vody zaznamenává zvyšující se tendenci. Kromě přírodních faktorů, které ovlivňují světový systém koloběhu vody, se i člověk svým technologickým rozvojem, politickými, institucionálními a finančními podmínkami podílí na stále vyšších požadavcích, které jsou na mnohdy nezaměnitelné a jedinečné zásoby vody denně kladeny.  

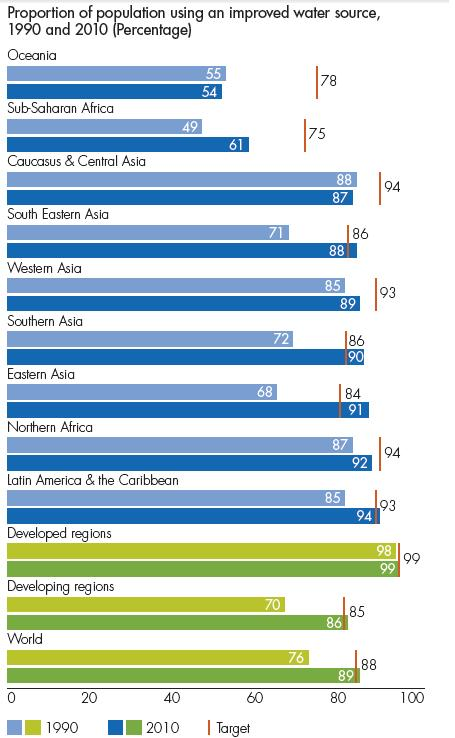
Podíl obyvatelstva užívajících nezávadnou pitnou vodu

Předpokládá se, že v roce 2050 populace Země překročí 9,3 mld. obyvatel. S rostoucí celkovou populací se zákonitě i citelně zvyšuje poptávka po vodě, ať už pitné, která je esenciální součástí života či užitkové, která své uplatnění nalézá především pro průmysl nebo energii. Očekává se, že urbánní oblasti světa hlavně v rozvojových zemích budou čelit neustálému absorbování lidské populace, tedy procesu urbanizace, která sama o sobě zvyšuje poptávku po vodě, sanitaci a elektřině pro domácí využití. Z toho plyne, že bez nějaké ucelené strategie na omezení marnotratné spotřeby a jejích důsledků, dojde v rámci ekonomického pokroku k negativnímu ovlivnění kvality i množství zásob vody. Největším spotřebitelem vody je agrární sektor, který se na spotřebované vodě ve světě podílí až 70 %. Vyspělé země se nachází hluboko pod tímto průměrem, neboť spotřebovávají daleko větší množství vody v sekundéru a terciéru, než je tomu tak v těch nejméně rozvinutých zemích, kde zemědělství spotřebovává až 90 % vody. S vyšší specializací rostlinných i živočišných produktů se zvyšují i nároky na množství vody i energie, které proces výroby finálního zboží, nejčastěji potravin, využije. To vede mj. k nárůstu znečišťování vodních zdrojů. Musíme si tak uvědomit, že technologický pokrok ne vždy úspěšně vede k zamýšlenému cíli, totiž snižování spotřeby surovinových zdrojů. 

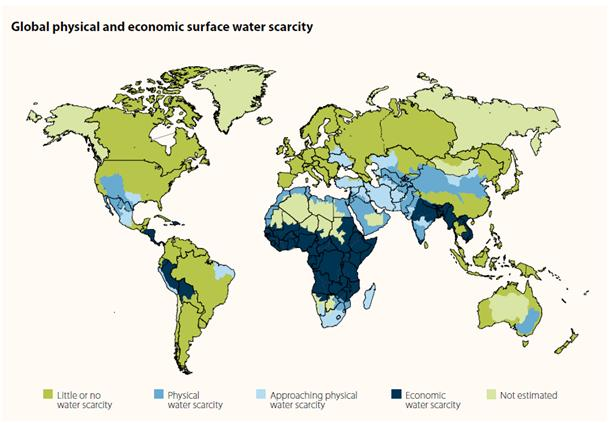
Nedostatek vody

 Navíc ve zmiňované závislosti mezi vodou a energií může docházet také k často opomenutému efektu, že jedna strana negativně ovlivní druhou. Jako příklad lze uvést fakt, že vzhledem k rapidnímu rozšíření energeticky poháněných strojů na extrakci vody v oblastech s jejím nedostatkem, případně narušování kompaktního vodního systému, může dojít ke značnému prohloubení vodněstresové situace. I poptávka po pitné vodě jde ruku v ruce s avizovanými změnami klimatu. Se zvyšující teplotou dochází k většímu vypařování vody, se kterým se vcelku logicky zvyšuje samotná poptávka po jejím zabezpečení. Účinně kvantifikovat nárůst spotřeby vody v následujících letech je vzhledem k nedostatku mnohdy však i k neexistenci dat velmi složité, de facto se jedná o boj s metaforickými větrnými mlýny. Předpokládá se však, že celosvětová spotřeba vody v zemědělství zaznamená bez nástupu vyspělejších technologií, tedy za současného technologického stavu, 20% nárůst do roku 2050. Průmysl i služby také vykážou vyšší poptávku po této životodárné komoditě, a to především ve velkých městech, která prochází nebo budou procházet dynamickým ekonomickým růstem a sociálním rozvojem. Na tyto trendy budou muset účinně zareagovat politické garnitury jednotlivých zemí, pokud chtějí předejít kolapsu, který by nedostatek vody nevyhnutelně vyvolal. Trendy zvyšující se poptávky po vodě v určených odvětvích zachycuje obrázek Světová poptávka po vodě vpravo (osa y – objem vody, osa x – státotvorná uskupení), který ukazuje, že největší spotřebu vody mají země BRICS. Jsou to země s nejdynamičtějším vývojem nejen ekonomiky, ale i lidských zdrojů. Lze pozorovat předpokládané snížení spotřeby vody v zemích vyspělého světa v rámci OECD, které jde v souladu s nejnovějšími trendy, které se snaží nastolit vyspělé země v čele s USA a zeměmi EU. Pod zkratkou ROW (Rest of World) vidíme zbytek světa, tedy rozvojové země a některé nově industrializované země. I u nich lze úspěšně předpokládat zvýšení spotřeby vody ve všech odvětvích kromě zavlažování (Irrigation), na které bude dle tohoto grafu vynakládáno stále méně vody.
  

## Dostupnost vody
Počet lidí, kteří mají přístup k nezávadné pitné vodě, dosáhl v roce 2010 6,1 mld. Oproti roku 1990 se hodnota navýšila o celé 2 miliardy. Téměř z poloviny na tom mají podíl Čína s Indií, ve kterých v uvedené dvacetiletce získalo přístup k vodě 457 resp. 522 miliónů obyvatel. V roce 2010 nedisponovalo přístupem ke zdrojům nezávadné pitné vody 783 miliónů lidí, v roce 2014 se toto číslo snížilo jen nepatrně na 768 miliónů. Lze tak pozorovat mnohem krušnější boj, než tomu bylo v počátcích zápolení s tímto globálním problémem lidstva.  Graf podílu obyvatelstva užívající nezávadnou pitnou vodu vpravo představuje procento populace, které užívá nezávadnou pitnou vodu. Horní sloupeček ukazuje situaci v roce 1990, spodní v roce 2010. 

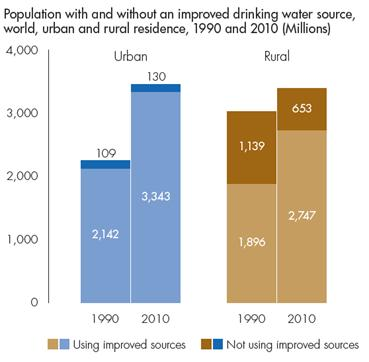
Srovnání přístupu rurálního a urbánního obyvatelstva k pitné vodě

Červená čárka představuje cíl rozvojového snažení do roku 2010, tedy konkrétně, kolik procent obyvatel by dle Rozvojových cílů tisíciletí mělo mít přístup k pitné vodě. Zatímco u oblasti Oceánie (Oceania) a Střední Asie a Kavkazu (Caucasus and Central Asia) se tento cíl nejenže nepodařilo naplnit, dokonce můžeme pozorovat snížení o jeden procentní bod, v ostatních regionech sledujeme minimálně znatelný pokrok oproti začátku devadesátých let, v některých případech (JV Asie – South Eastern Asia, Jižní Asie – South Asia, Latinská Amerika a Karibik – Latin America and the Caribbean) se dokonce podařilo naplnit očekávaný cíl. I v celkových ukazatelích, které jsou v tabulce značeny odstíny zelené barvy, pozorujeme naplnění těchto rozvojových cílů, za což ovšem může především zlepšení v oblastech jižní, jihovýchodní a východní Asii, které shlukují přes polovinu obyvatel světa. Situace je přesto naléhavá, jak nám ukazuje obrázek Nedostatek vody vpravo (Global physical and economic surface water scarcity), který znázorňuje oblasti s nedostatkem povrchové vody či jejího využití. Odstín tmavší zelené ukazuje zanedbatelný nebo absolutně žádný problém s nedostatkem vody.  Nejsvětlejší modrá barva (Approaching physical water scarcity) představuje území, kde je využíváno přes 60 % toku místních řek. U těchto oblastí se předpokládá markantní snížení přísunu vody v blízké budoucnosti. Tmavší modrá (Physical scarcity) pak vymezuje prostor, kdy tlak na obnovitelné zásoby povrchové vody se blíží překročení nebo již překročení dosáhl. 

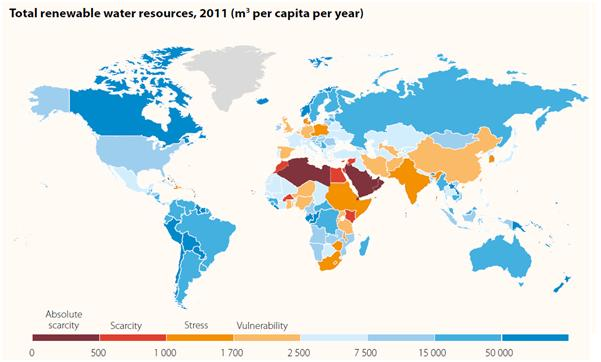
Obnovitelné zdroje vody

 Zde se využívá přes 75 % vody z vodních toků k zavlažování, průmyslu a dalšímu využití. Nejtmavší odstín modré (Economical water scarcity) pak vykresluje oblasti s nedostatečným využitím vodního povrchového potenciálu. Jsou to místa, kde nedostatek především finančního kapitálu omezuje přístup lidí k vodě, přestože objem vodních zdrojů zde v základě nepředstavuje významný problém. Nikoliv zanedbatelný rozdíl můžeme pozorovat v přístupu k vodě mezi urbánním (městským) a rurálním (venkovským) obyvatelstvem. 

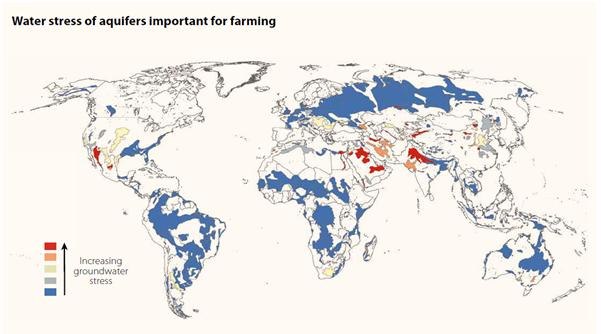
Nápor na vodní zdroje v důsledku farmaření

Obrázek Srovnání přístupu rurálního a urbánního obyvatelstva k pitné vodě vpravo poskytuje zajímavé srovnání podílů obyvatel s přístupem k nezávadné pitné vodě (světlý odstín) na celkovém počtu obyvatel (v milionech) mezi lety 1990 a 2010. Vidíme, že ve městech je podíl nezávadně napájeného obyvatelstva 96%, zatímco na venkově pouze 81%. Absolutní čísla nám sice ukazují nárůst počtu městských obyvatel, kteří nepijí neznečištěnou vodu, nicméně vzhledem k nárůstu počtu obyvatel se relativní údaj oproti roku 1990 snížil. Každopádně je nutné si z tohoto grafu odnést, že počet obyvatel venkova se „znečištěnou studnou“ je pětkrát vyšší než u urbánní populace. Celkově je potřeba zmínit, že veškerá čísla jsou výsledkem odhadů, které mohou být vzhledem k relativně nedokonalému výzkumnému pokrytí zavádějící. Tento problém by však měly pokračující snahy o neustálé vyvíjení přesnějších monitorovacích metod tokem času postupně eliminovat. V mapce Obnovitelné zdroje vody vpravo můžeme spatřit množství obnovitelných vodních zdrojů, jejichž udržování je elementární součástí a základem pro uskutečňování výše zmíněných rozvojových cílů tisíciletí. Nejtmavší odstín modré barvy znázorňuje oblasti s nejvyššími zásobami vody na obyvatele za rok pocházející z obnovitelných zdrojů, mezi které patří řeky (spolu se svými nádržemi), sladkovodní jezera, artéské pánve a další. S blednoucím odstínem modré tento objem (m3) na obyvatele zmenšuje, až přechází do odstínů hnědé až tmavě červené, kdy je situace pro obyvatele nejkritičtější. Postupně od 2500 m3 níže legenda uvádí fáze zranitelnost (vulnerability), napětí (stress), nedostatek (scarcity) a totální nedostatek (absolute scarcity), který je metaforickým obrazem suché studně. Ke zlepšení situace by měla pomoci aplikace umělé regulace toku v zemích, kdy se na obnově vodních zdrojů v hojné míře podílí počasí. Navíc se předpokládá s nástupem klimatických změn, že suché oblasti se stanou ještě suššími, naopak nyní humidní prostředí se v důsledku těchto změn stanou ještě vlhčími, tudíž naroste už tak velký rozdíl mezi oblastmi s extrémními (ne)zásobami vody ve světě. Speciálním druhem obnovitelných vodních zdrojů jsou zásoby podzemní vody. Podle posledních výzkumů se tyto zásoby každoročně více a více vyčerpávají. Celých 20 % zásob světa jsou příliš využívány a nestačí se přirozenou cestou obnovovat. Celosvětově se každý rok zmenší objem podzemní vody od jednoho do dvou procent ročně. Nápor na zásoby podzemních vod ukazuje názorně obrázek Nápor na vodní zdroje v důsledku farmaření vpravo. V legendě je uplatňovaný stejný princip jako ve výše vykresleném kartografickém vyjádření, tedy nejtmavší modrá představuje nejmenší nápor na zásoby podzemní vody, tmavě červená naopak nápor největší.

## Přístup k pitné vodě vybraných zemí[3]
| Země                         | Počet obyvatel (mil.) | Obyvatelé bez p.k p. v. (%)* | Obyvatelé bez p.k p. v. (mil.)* | Obyvatelé bez kan. (%)** | Obyvatelé bez kan. (mil.)** |
| ---------------------------- | --------------------- | ---------------------------- | ------------------------------- | ------------------------ | --------------------------- |
| Burkina Faso                 | 17                    | 20                           | 3,4                             | 82                       | 13,9                        |
| Kamerun                      | 20                    | 25,6                         | 5,1                             | 52,2                     | 10,4                        |
| Demokratická republika Kongo | 67,8                  | 53,8                         | 36,5                            | 69,3                     | 47                          |
| Etiopie                      | 84,7                  | 51                           | 43,2                            | 79,3                     | 67,2                        |
| Ghana                        | 25                    | 13,7                         | 3,4                             | 86,5                     | 21,6                        |
| Keňa                         | 41,6                  | 39,1                         | 16,3                            | 70,6                     | 29,4                        |
| Malawi                       | 15,4                  | 16,3                         | 2,5                             | 47,1                     | 7,3                         |
| Nigérie                      | 162,5                 | 38,9                         | 63,2                            | 69,4                     | 47                          |
| Senegal                      | 12,8                  | 26,6                         | 3,4                             | 48,6                     | 6,2                         |
| JAR                          | 50,5                  | 8,5                          | 4,3                             | 26                       | 13,1                        |
| Togo                         | 6,2                   | 41                           | 2,5                             | 88,6                     | 5,5                         |
| Uganda                       | 34,5                  | 25,2                         | 8,7                             | 65                       | 22,4                        |
| Argentina                    | 40,8                  | 0,8                          | 0,3                             | 3,7                      | 1,5                         |
| Bolívie                      | 10,1                  | 12                           | 1,2                             | 53,7                     | 5,4                         |
| Brazílie                     | 196,7                 | 2,8                          | 5,5                             | 19,2                     | 37,8                        |
| Kolumbie                     | 46,9                  | 7,1                          | 3,3                             | 21,9                     | 10,3                        |
| Guatemala                    | 14,8                  | 6,2                          | 0,9                             | 19,8                     | 2,9                         |
| Haiti                        | 10,1                  | 36                           | 3,6                             | 73,9                     | 7,5                         |
| Nikaragua                    | 5,9                   | 15                           | 0,9                             | 47,9                     | 2,8                         |
| Peru                         | 29,4                  | 14,7                         | 4,3                             | 28,4                     | 8,3                         |
| Irák                         | 32,7                  | 15,1                         | 4,9                             | 16,1                     | 5,3                         |
| Sýrie                        | 20,8                  | 10,1                         | 2,1                             | 4,8                      | 1                           |
| Jemen                        | 24,8                  | 45,2                         | 11,2                            | 47,3                     | 11,7                        |
| Bangladéš                    | 150,5                 | 16,8                         | 25,3                            | 45,3                     | 68,2                        |
| Kambodža                     | 14,3                  | 32,9                         | 4,7                             | 66,9                     | 9,6                         |
| Čína                         | 1347,6                | 8,3                          | 111,9                           | 34,9                     | 470,3                       |
| Indie                        | 1241,5                | 8,4                          | 104,3                           | 64,9                     | 805,7                       |
| Indonésie                    | 242,3                 | 15,7                         | 38                              | 41,3                     | 100,1                       |
| Mongolsko                    | 2,8                   | 14,7                         | 0,4                             | 47                       | 1,3                         |
| Barma                        | 48,3                  | 15,9                         | 7,7                             | 22,7                     | 11                          |
| Nepál                        | 30,5                  | 12,4                         | 3,8                             | 64,6                     | 19,7                        |
| Pákistán                     | 176,7                 | 8,6                          | 15,2                            | 52,6                     | 92,9                        |
| Srí Lanka                    | 21                    | 7,4                          | 1,6                             | 8,9                      | 1,9                         |
| Thajsko                      | 69,5                  | 4,2                          | 2,9                             | 6,6                      | 4,6                         |
| SVĚT                         | 6950,7                | 11,05                        | 768,1                           | 35,9                     | 2495,3                      |

Vysvětlivky: 
* Obyvatelé bez přístupu k nezávadné pitné vodě
** Obyvatelé bez příbytku opatřeným kanalizací